# Tadeusz Bożydar Podhorodeński
Tadeusz Bożydar Podhorodeński herbu Korczak (ur. ok. 1756 roku na Podolu) – kapitan Korpusu Artylerii Koronnej w 1785 roku, konsyliarz konfederacji województwa wołyńskiego konfederacji targowickiej.
Był członkiem loży wolnomularskiej Świątynia Izis w XVIII wieku, w 1791 roku został kawalerem Orderu Świętego Stanisława.